# Warren Street Station
Warren Street Station er en London Underground-station, beliggende i krydset mellem Tottenham Court Road og Euston Road. Den er på Charing Cross-grenen af Northern line, mellem Goodge Street og Euston, og Victoria line mellem Oxford Circus og Euston. Den ligger i takstzone 1 og er den Underground-station nærmest University College Hospital, da den er lige overfor den nye hovedbygning. Den ligger også meget tæt på Euston Square på Circle, Hammersmith & City og Metropolitan lines.

## Historie
Station åbnede som en del af den oprindelige Charing Cross, Euston & Hampstead Railway den 22. juni 1907 under navnet "Euston Road", og dette navn kan stadig ses i Northern line-perronens flisebeklædning. Perronerne blev bygget på ydersiden af sporene. Stationens navn blev ændret til "Warren Street" året efter. Den nuværende stationsbygning erstattede den oprindelige, da der blev installeret rulletrapper. Victoria line-perronerne åbnede den 1. december 1968. På den næste station mod nord, Euston, er der cross-platform interchange mellem den nordgående Victoria line og nordgående Northern line (Bank-grenen), og mellem sydgående Victoria line og sydgående Northern line (Bank-grenen). For at gøre plads til dette måtte Victoria line-sporene skifte fra den normale kørsel i venstre side til kørsel i højre side, da begge baner er øst-vest-gående på dette sted. På Warren Street køres også i højre side, grundet Euston ligger tæt på. Dette er også tilfældet på Victoria line-perronerne på King's Cross St. Pancras (stationen efter Euston).
På grund af kørslen i højre side har Victoria line og Northern line sideperroner. På alle fire åbner dørene i togets venstre side.
Den nordgående Northern line-perron blev benyttet som location for filmen Death Line fra 1972.

## Transportforbindelser
London buslinjer 10, 14, 18, 24, 27, 29, 30, 73, 88, 134, 205 og natlinjer N29, N73 og N279.

## Galleri
- Northern line nordgående perron, set mod syd.
- Flisebeklædning på Northern line sydgående perron, med det tidligere stationsnavn, Euston Road.
- Rondel på Northern line-perron.
- Victoria line nordgående perron, set mod nord.
- Warren Street Station, set fra nordøst på den modsatte side af Euston Road.